# ووپاک
ووپاک (به هلندی: Vopak) شرکت هلندی ترابری نفت خام، گاز طبیعی، محصولات پتروشیمی و فراورده‌های نفتی است، که در سال ۱۹۹۹ تأسیس شد. دفتر مرکزی این شرکت در شهر روتردام قرار دارد و بخشی از سهام آن در بازار بورس یورونکست روتردام دادوستد می‌شود.